# Калениківська сільська рада (Решетилівський район)
Калениківська сільська рада — адміністративно-територіальна одиниця у Решетилівському районі Полтавської області з центром у c. Каленики.
Населення — 879 осіб.

## Населені пункти
Сільраді були підпорядковані населені пункти:
- c. Каленики
- с. Хрещате

## Пам'ятки
На території сільської ради, на околиці села Каленики розташований гідрологічний заказник місцевого значення «Калениківський».